# Liste des maires de Caussade
Cet article dresse une liste par ordre de mandat des maires de Caussade.

## Liste des maires
| Période         | Période         | Identité                       | Étiquette    | Qualité |
| --------------- | --------------- | ------------------------------ | ------------ | --- |
| 10 février 1790 | 3 août 1790     | Jean-Joseph Lacoste-Montlausur |              | |
| 3 août 1790     | 1791            | M. de Belcastel                |              | |
| novembre 1791   | 1793            | Jean Delpech Saintou fils      |              | |
| 10 mars 1793    | 1793            | Samuel Conté                   |              | |
| 1793            | 1795            | Pierre Boyé du Soulié          |              | |
| 1795            | 1795            | M. Vernet                      |              | |
| 1795            | 1796            | Jean Pujol                     |              | |
| 1796            | 1798            | Silvestre Delpech              |              | |
| 1798            | 1800            | Jean Besse                     |              | |
| 1800            | 1802            | Jean-Joseph Lacoste-Montlausur |              | |
| 1802            | 1815            | Jean Guillaume Molinié         |              | |
| mai 1815        | juillet 1815    | Jacques Boudet                 |              | |
| juillet 1815    | 1820            | François-Silvestre Delpech     |              | |
| 10 août 1820    | 1826            | Alexandre de Guintrand         |              | |
| 1826            | 1831            | Jean Limayrac                  |              | |
| 1831            | 1832            | Jean Vaïsse                    |              | |
| 1832            | 1847            | Amédée Cornède                 |              | Capitaine |
| 10 janvier 1847 | 1848            | Jean Marie Auguste Fualdès     |              | |
| 1848            | 1851            | Jean Baptiste Vaïsse           |              | Conseiller général de Caussade |
| 1851            | juillet 1855    | Édouard Saint Maurice          |              | Conseiller général de Caussade |
| juillet 1855    | 1870            | Maffre Capin                   |              | |
| 1870            | 12 mai 1871     | Jean Pierre Rives              |              | |
| 12 mai 1871     | août 1876       | Maffre Capin                   |              | |
| août 1876       | octobre 1876    | Auguste Ginolhac               |              | |
| octobre 1876    | 10 février 1878 | Léonce Attié                   |              | |
| 10 février 1878 | 7 mai 1882      | François Linon                 |              | |
| 7 mai 1882      | 1892            | Léon Capin                     |              | |
| 1892            | février 1913    | Didier Rey                     |              | |
| février 1913    | 1919            | Fernand Rey                    |              | |
| 1920            | novembre 1942   | Léonce Granié                  |              | Conseiller général de Caussade |
| novembre 1942   | 25 août 1944    | Charles Dambiès                |              | |
| 25 août 1944    | 20 février 1949 | Pierre Darasse                 | PRRRS        | |
| 1949            | 24 mars 1959    | Aimé Bonnaïs                   |              | Capitaine |
| 24 mars 1959    | 24 mars 1989    | Jean Bonhomme                  | UDR puis RPR | Médecin Conseiller général de Caussade Député |
| 24 mars 1989    | 21 mars 2008    | Yvon Collin                    | PRG          | Directeur de cabinet Adjoint au maire de Montauban Conseiller général de Caussade Sénateur                                                                          |
| 21 mars 2008    | juin 2016       | François Bonhomme,             | UMP puis LR  | Fonctionnaire Président de la CC du Quercy Caussadais Conseiller général de Caussade, Sénateur, Fils de Jean Bonhomme                                               |
| 4 juillet 2016, | En cours        | Gérard Hébrard                 | DVD          | Dirigeant associé de cabinet d'expertise comptable Conseiller départemental d'Aveyron-Lère (2015, → ) 4e vice-président du conseil départemental de Tarn-et-Garonne |